# 汤西镇
汤西镇，是中华人民共和国广东省梅州市丰顺县下辖的一个乡镇级行政单位。

## 行政区划
汤西镇下辖以下地区：
颖川社区、南再村、河西村、西城村、石江村、蕉潭村、双鹿村、和安村、双湖村、新湖村、新岭村、大罗村和新兴村。